# Ashagy Kharasha
Ashagy Kharasha là một ngôi làng thuộc vùng Quba của Azerbaijan.